# ブランデンブルク州 (1945年-1952年)

ブランデンブルク州
Provinz Mark Brandenburg
(1945年-1947年)
Land Mark Brandenburg
(1947年)
Land Brandenburg
(1947年-1952年)

1947年、連合軍軍政期のブランデンブルク州

ブランデンブルク州（ドイツ語: Land Brandenburg）は、第二次世界大戦後のドイツにおいて、1945年から1949年までのソ連占領地域と、1949年から1952年までのドイツ民主共和国に置かれていた地方行政区分である。

## 概要
現在のドイツ連邦共和国ブランデンブルク州と同じ名称ではあるが、その範囲はやや異なる。
第二次世界大戦後、ヤルタ会談での合意により、アメリカ軍がドイツ西部に撤退したことを受けて、1945年7月に在独ソ連軍政府はソ連占領地域に含まれていたプロイセン自由州のブランデンブルク州を2つに分割し、オーデル・ナイセ線よりも東側をポーランド人民共和国に編入し、それ以外の地域をマルク・ブランデンブルク州（プロヴィンツ、Provinz Mark Brandenburg）とした。
マルク・ブランデンブルク州は1947年2月のプロイセン州解体に伴い、マルク・ブランデンブルク州（ラント・マルク・ブランデンブルク、Land Mark Brandenburg）を経てブランデンブルク州（ラント・ブランデンブルク、Land Brandenburg）となった。
ナチス・ドイツにおける行政区分であった大管区でいうと、マルク・ブランデンブルク大管区と大ベルリン大管区の一部を加えた領域に相当する。

## 歴史

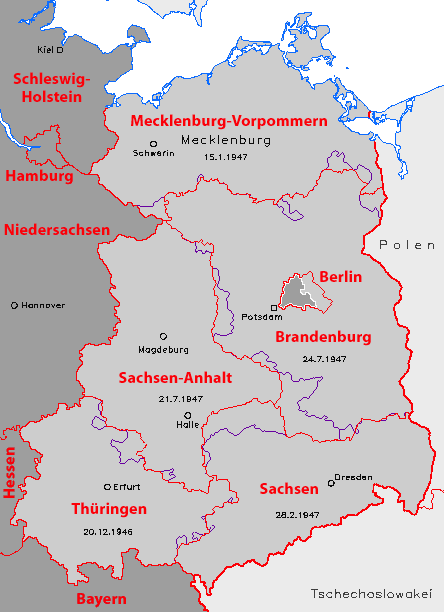
1947年と1990年における州境の差異

ドイツの戦後処理において、在独ソ連軍政府は1945年7月に占領下にあった各地区に政府を置いた。マルク・ブランデンブルク州の行政長官にはカール・シュタインホフが任命され、後に彼はブランデンブルク州首相に就任した。
ブランデンブルク州議会の第1回選挙は1946年10月20日に実施され、ソ連の後ろ楯を得たドイツ社会主義統一党が得票率43.5％で第一党となり、キリスト教民主同盟が30.3%、自由民主党が20.5％、農民相互協力協会が5.7％と続いた。1949年にはシュタインホフが退任し、ルドルフ・ヤーンが第2代州首相となった。1947年2月には州憲法が採択されたが、州議会のすべての決議は在独ソ連軍政府の承認を経なければならなかった。 
1949年10月にドイツ民主共和国が建国されると、1950年10月に第2回州議会選挙が行われた。この選挙は、すべての政党が合同して選挙連合「国民戦線」を結成した上で行われたもので、 候補者リストもあらかじめ体制側が決めた議席配分に基づくものであった。すなわち、実際にはドイツ社会主義統一党率いる翼賛体制への信任投票に過ぎず、投票率も実に99.9％に上った。この選挙に続いて、議会上院にあたる共和国参議院に5人の州代表が送られたが、結局これは最初にして最後の事例となった。ドイツ社会主義統一党は従来ドイツが採用していた連邦制ではなく、中央集権的な単一国家の建設を志向していたことから、1952年7月のドイツ民主共和国憲法の改正により州は解体された。5つあった州はそれぞれ解体されて14の県 (Bezirke)に再編され、ブランデンブルク州はコトブス県、フランクフルト県、ノイブランデンブルク県、ポツダム県、シュヴェリーン県の5県に分割された。その後、1958年には共和国参議院も廃止され、1968年と1974年に行われた憲法改正を経て、1989年のベルリンの壁崩壊まで、連邦制はドイツ民主共和国において徹底的に排除された。1990年3月に同国初の自由選挙が実施されてドイツ再統一を主張する保守連合「ドイツ連合」が勝利すると、1990年7月23日に県を統合した上で境界を調整して新たに5州 (新連邦州) が設置された。人民議会は8月23日に新連邦州が西ドイツ基本法第23条に基づいて10月3日にドイツ連邦共和国に加盟すると決議したことでドイツ再統一が果たされた。